# Caldono
Caldono ist eine Gemeinde (municipio) im Departamento Cauca in Kolumbien.

## Geographie
Caldono liegt in der Provincia de Oriente in Cauca auf einer Höhe von 1800 m ü. NN, 67 km von Popayán entfernt in der Zentralkordillere der kolumbianischen Anden. Das Gebiet der Gemeinde ist gebirgig und wird vom Fluss Ovejas durchzogen. Die Gemeinde grenzt im Osten an Jambaló, im Westen an Piendamó, im Norden an Santander de Quilichao und im Süden an Silvia.

## Bevölkerung
Die Gemeinde Caldono hat 34.132 Einwohner, von denen 1498 im städtischen Teil (cabecera municipal) der Gemeinde leben (Stand: 2019).

## Geschichte
Die Region des heutigen Caldono wurde ab Mitte des 16. Jahrhunderts von Paez-Indigenen besiedelt. Der Ort selbst wurde 1730 gegründet.

## Wirtschaft
Der wichtigste Wirtschaftszweig von Caldono ist die Landwirtschaft. Insbesondere werden Kaffee, Maniok, Bananen und die Fique-Pflanze zur Herstellung von Naturfaser angebaut.